# Marc St. Gil

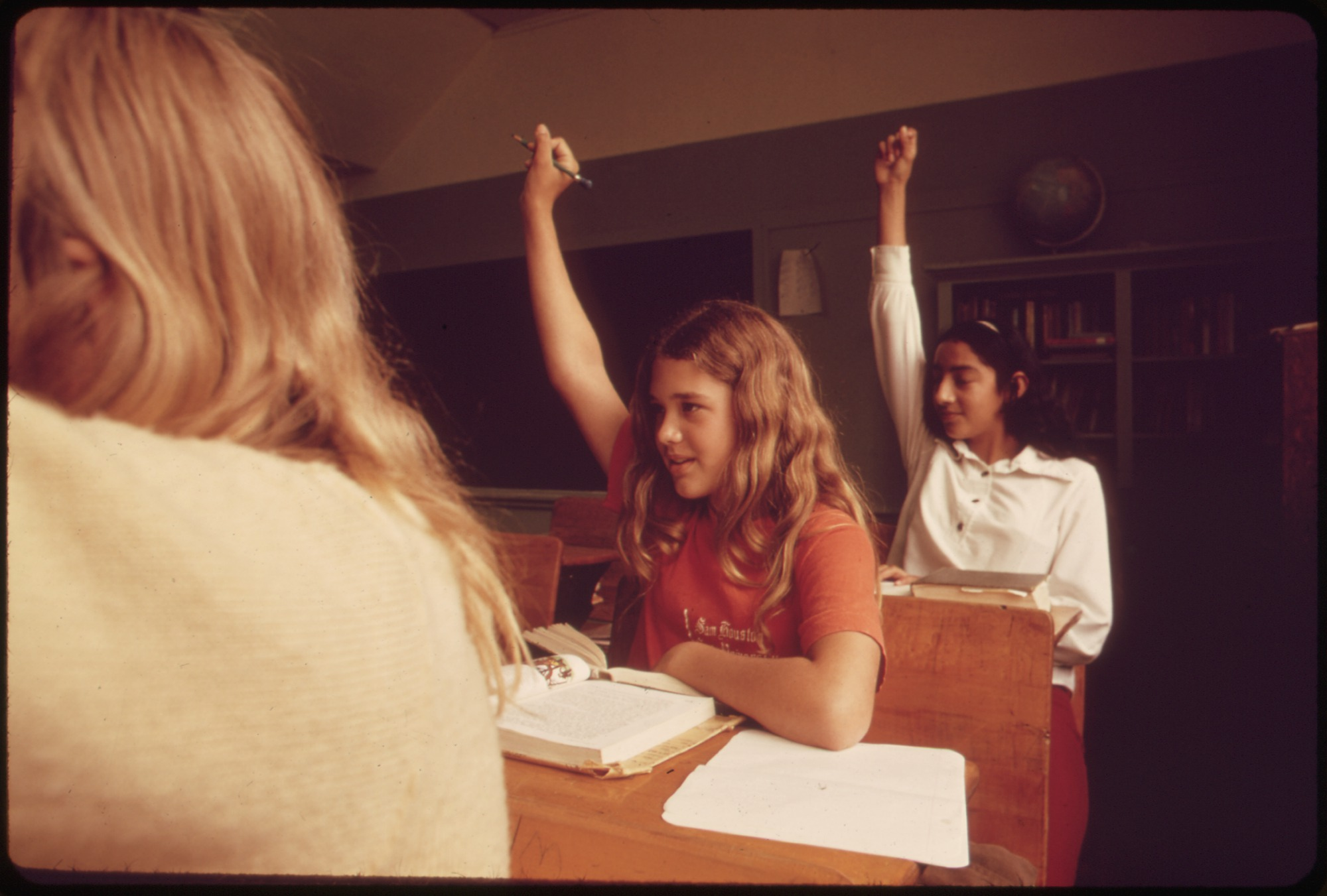
Studenti ve třídě v Leakey poblíž San Antonia, 1973

Marc St. Gil (10. února 1924, Helmond, Nizozemsko – 13. srpna 1992, Katy, Texas, USA) byl holandsko-americký fotograf nejznámější díky své práci pro Agenturu pro ochranu životního prostředí.

## Život a dílo
St. Gil se narodil v Helmondu v Nizozemsku 10. února 1924. Po imigraci do USA se stal fotoreportérem. Během 70. let 20. století se jako fotograf podílel na projektu DOCUMERICA americké agentury pro ochranu životního prostředí. Zemřel 13. srpna 1992 v Katy v Texasu.

### Projekt Documerica
Byl součástí projektu DOCUMERICA americké agentury pro ochranu životního prostředí. V období 1971-77 vznikl program sponzorovaný americkou Agenturou pro ochranu životního prostředí (EPA), jehož úkolem bylo pořídit „fotografický dokument subjektů z hlediska životního prostředí“ na území Spojených států. EPA najala externí fotografy k fotografování objektů jako například zeměpisné oblasti s environmentálními problémy, EPA aktivity a každodenní život. Správa národních archivů a záznamů část tohoto katalogu zdigitalizovala a lze v něm najít odkaz na řadu fotografií autora.
Stovky jeho snímků spadají do kategorie public domain a jsou k dispozici na úložišti obrázků Wikimedia Commons.

## Galerie

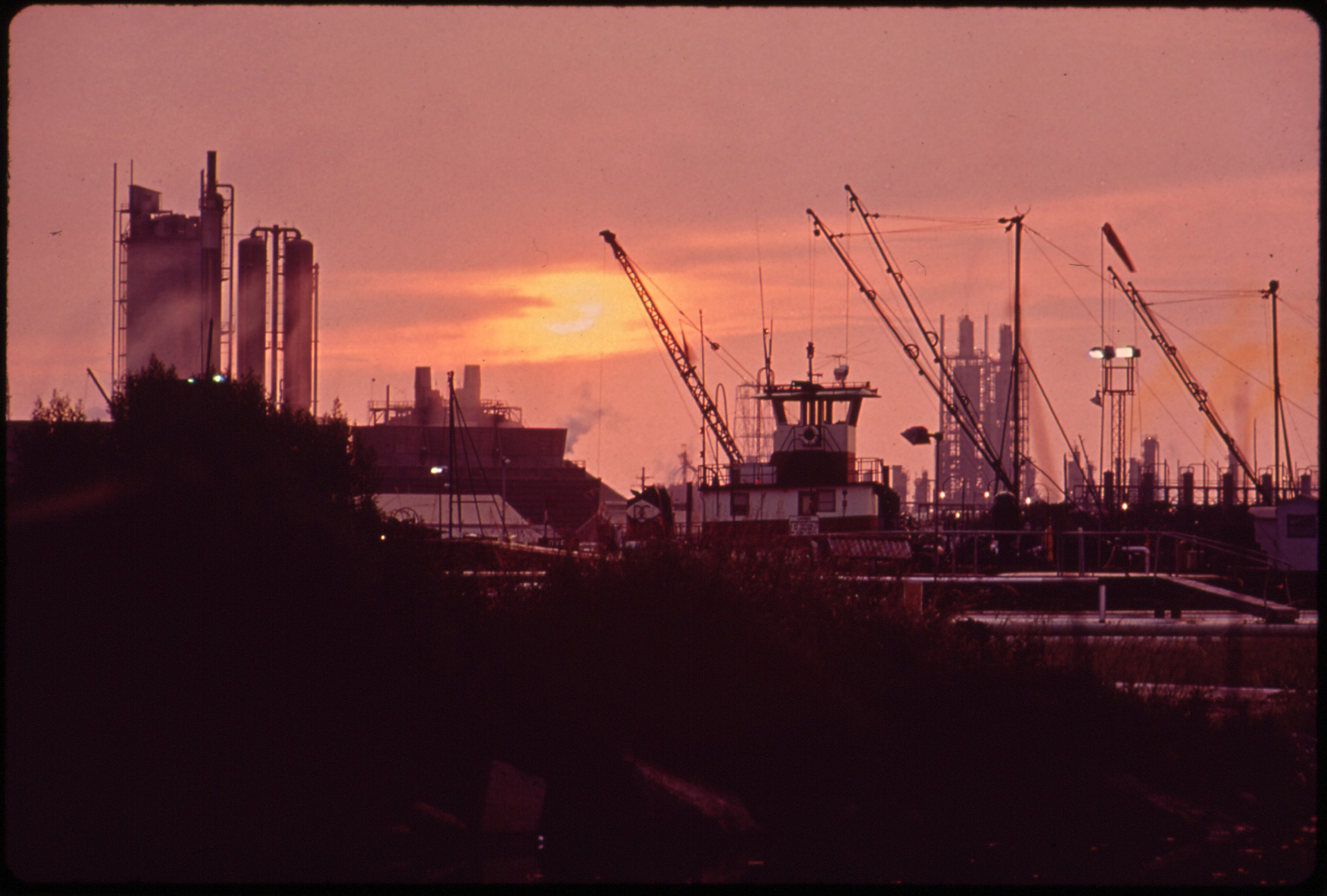
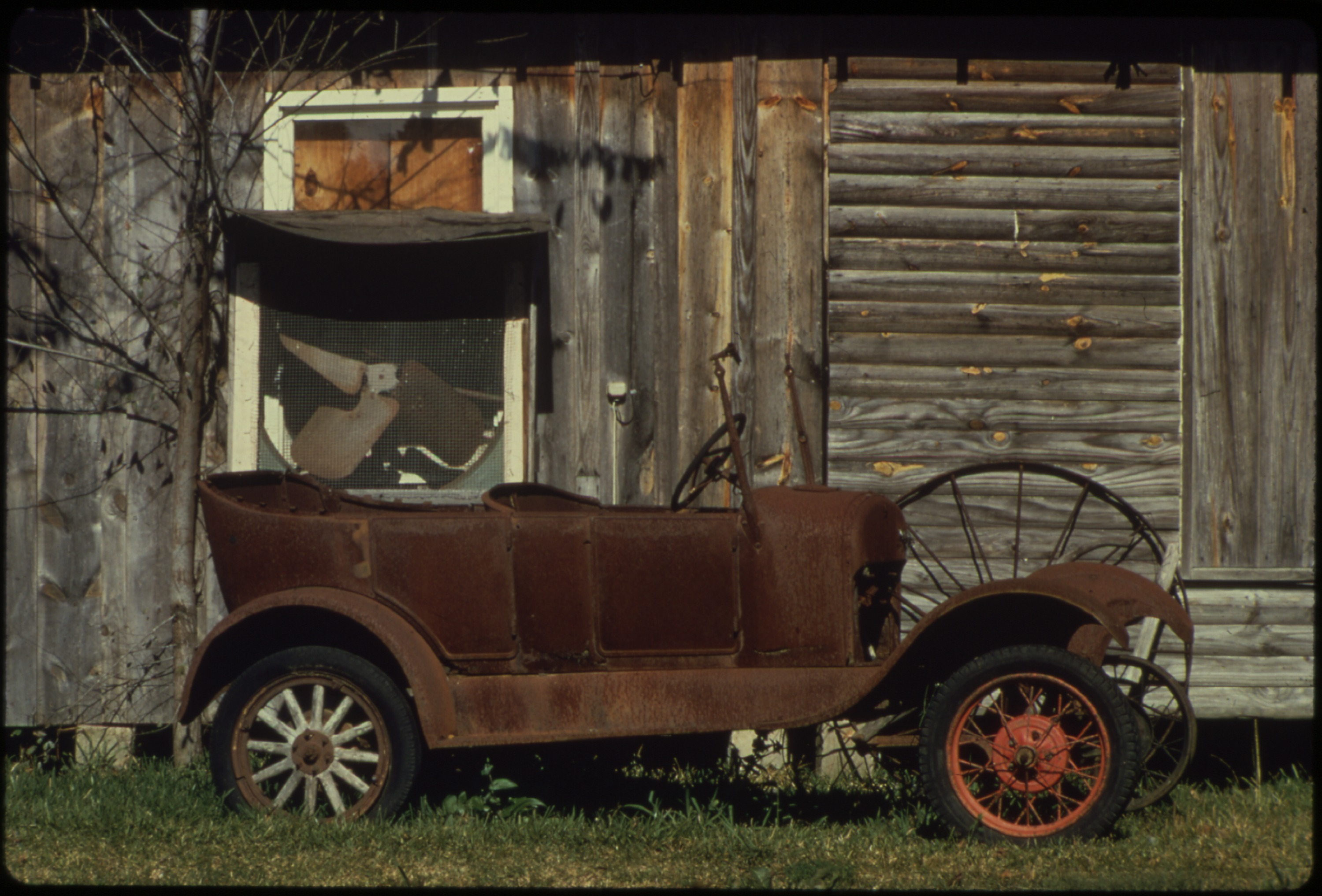
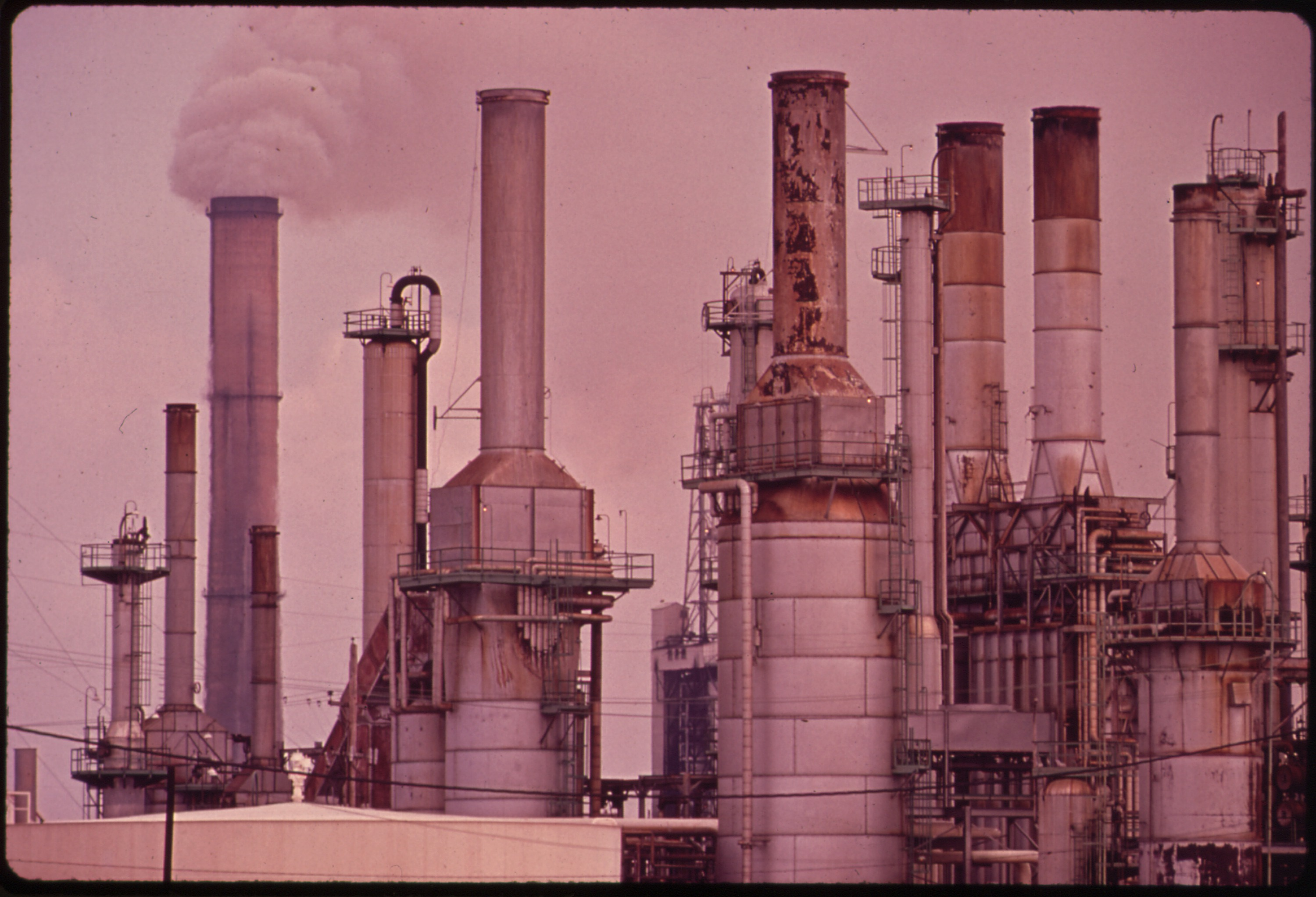
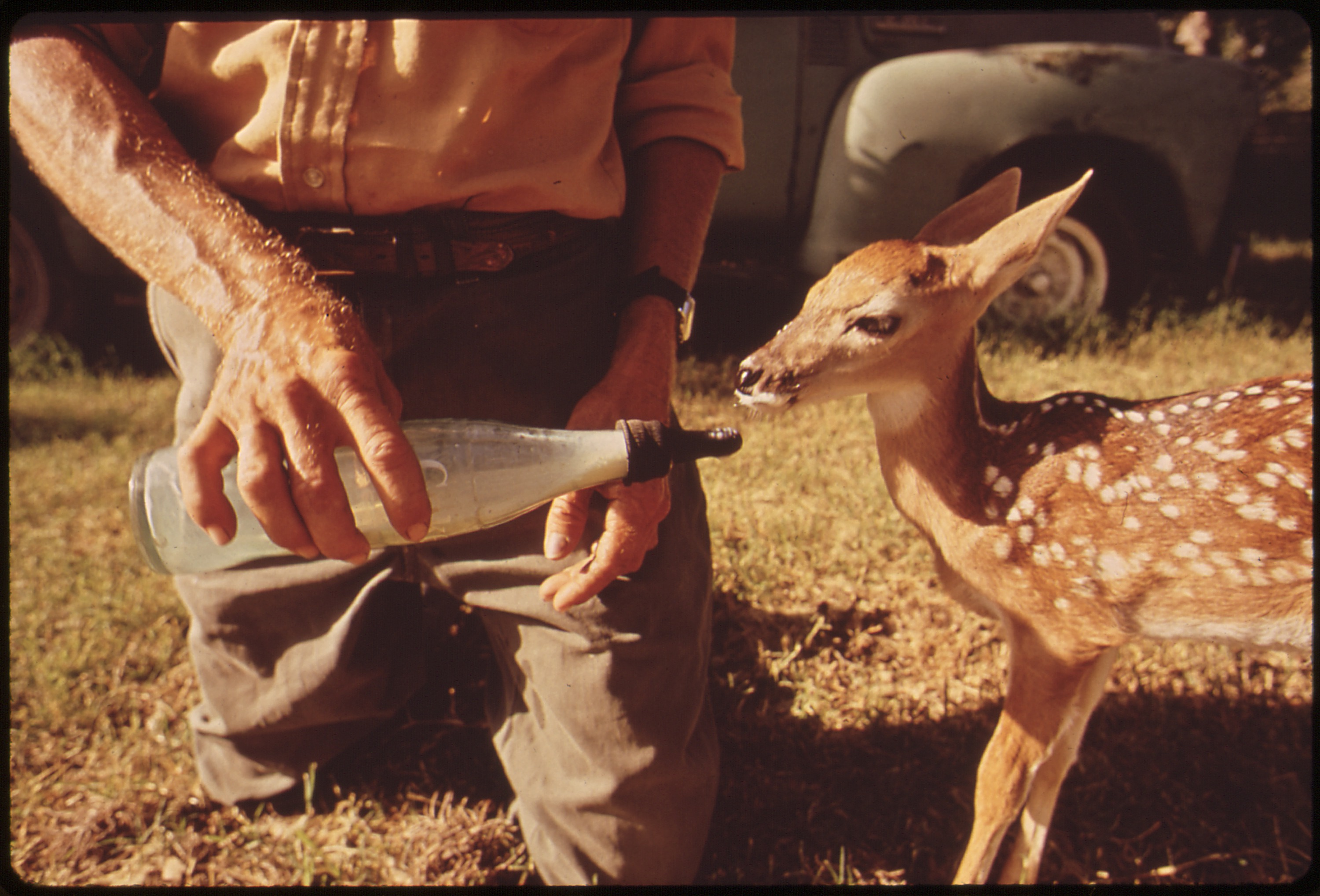
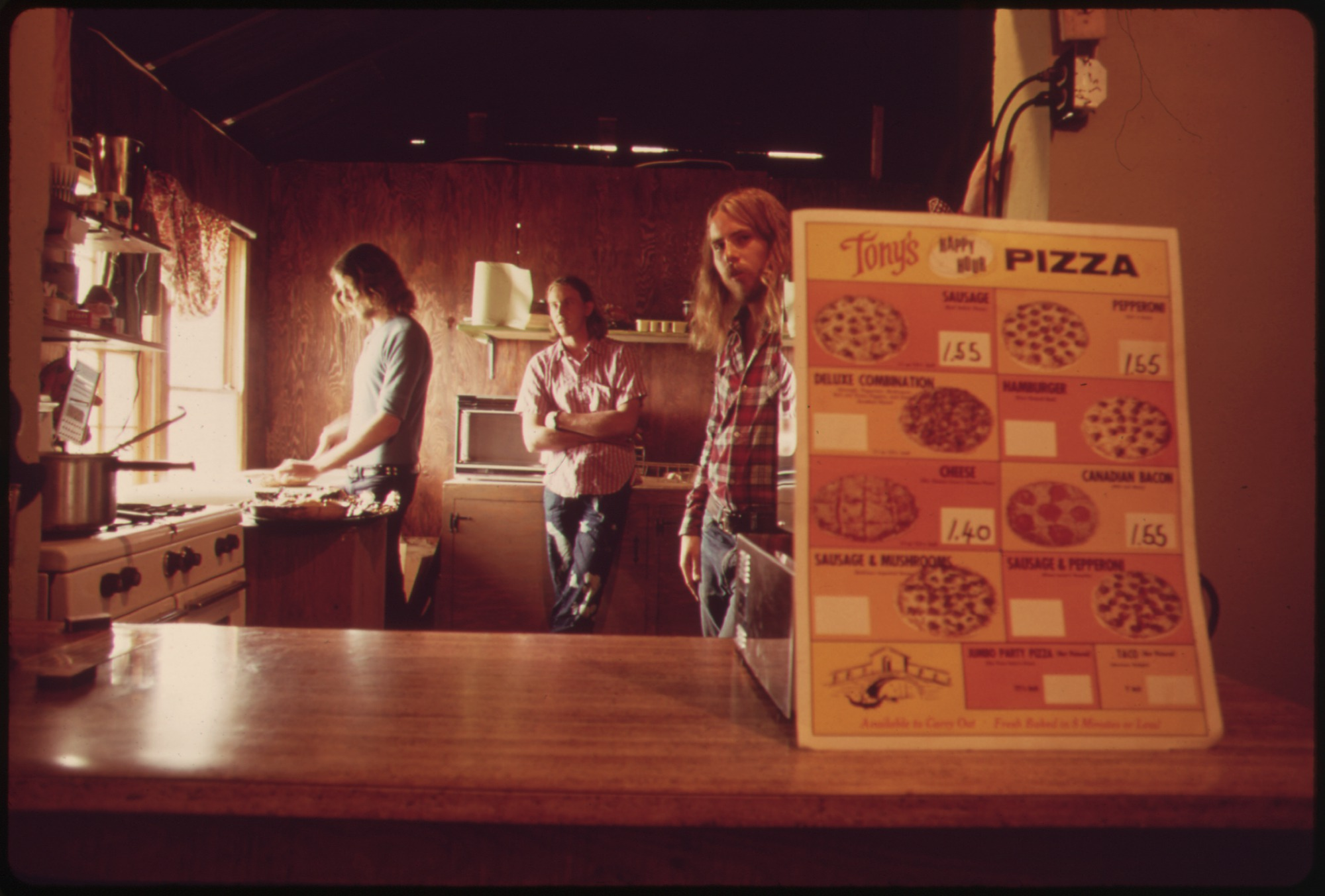
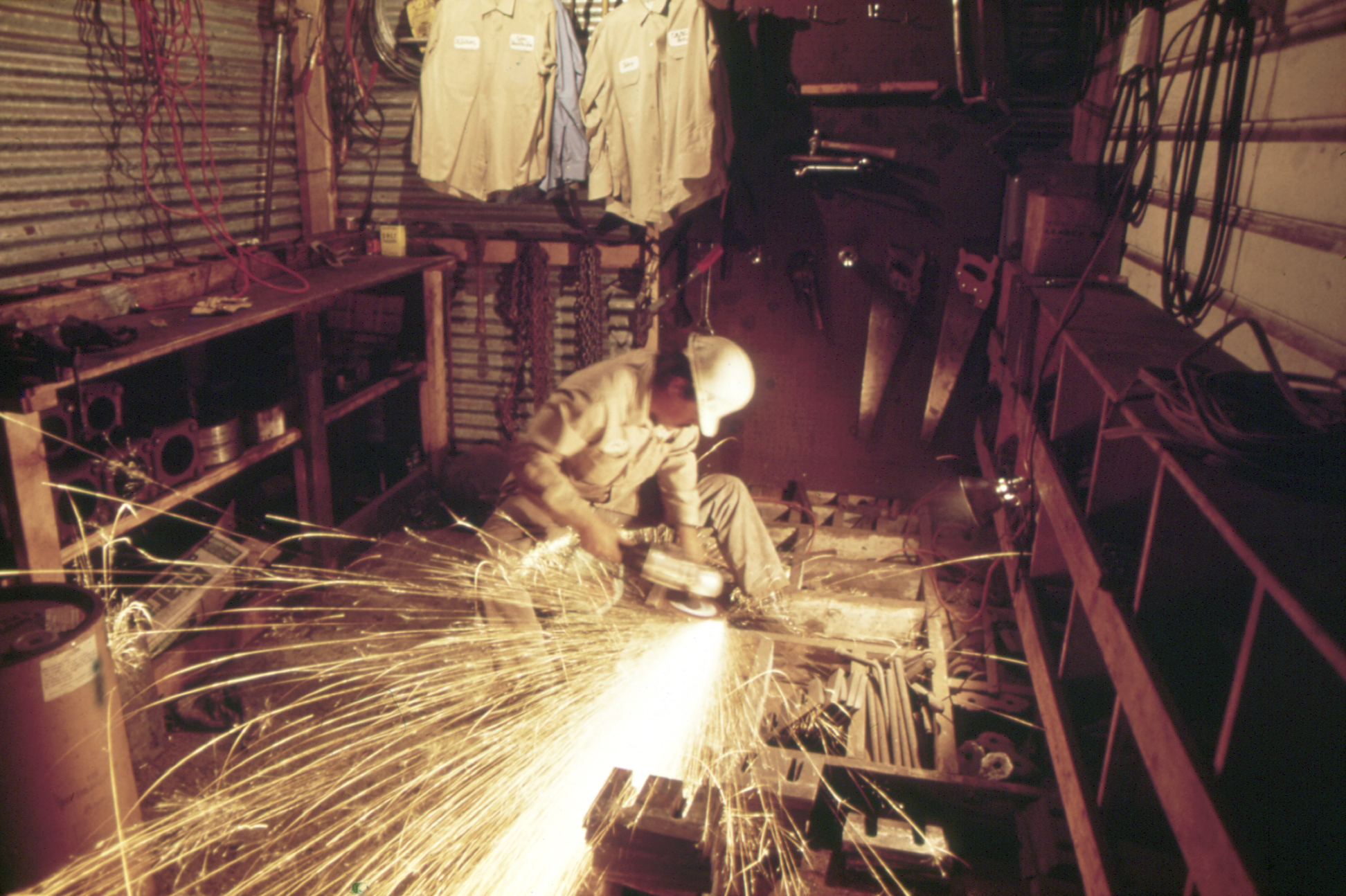
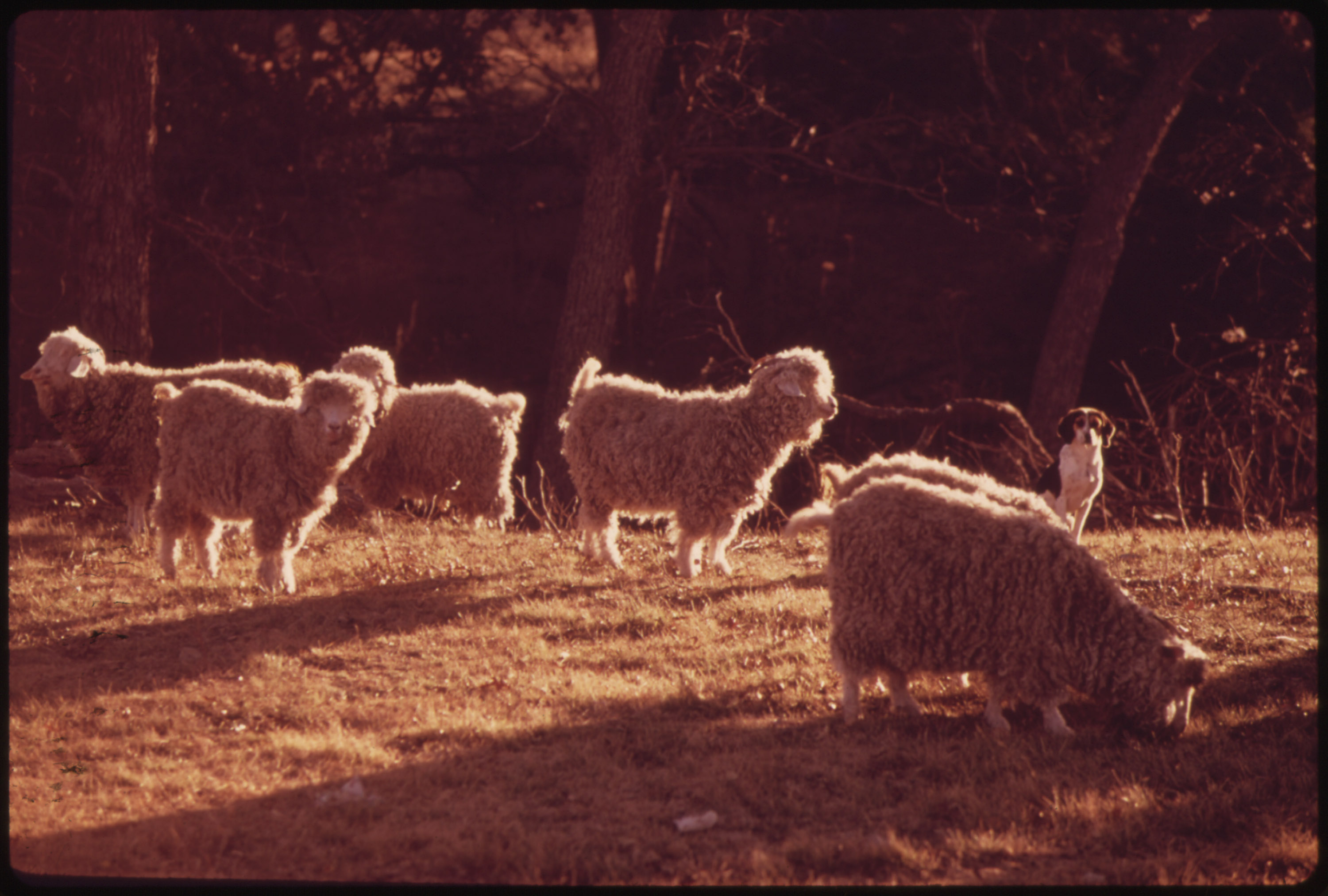
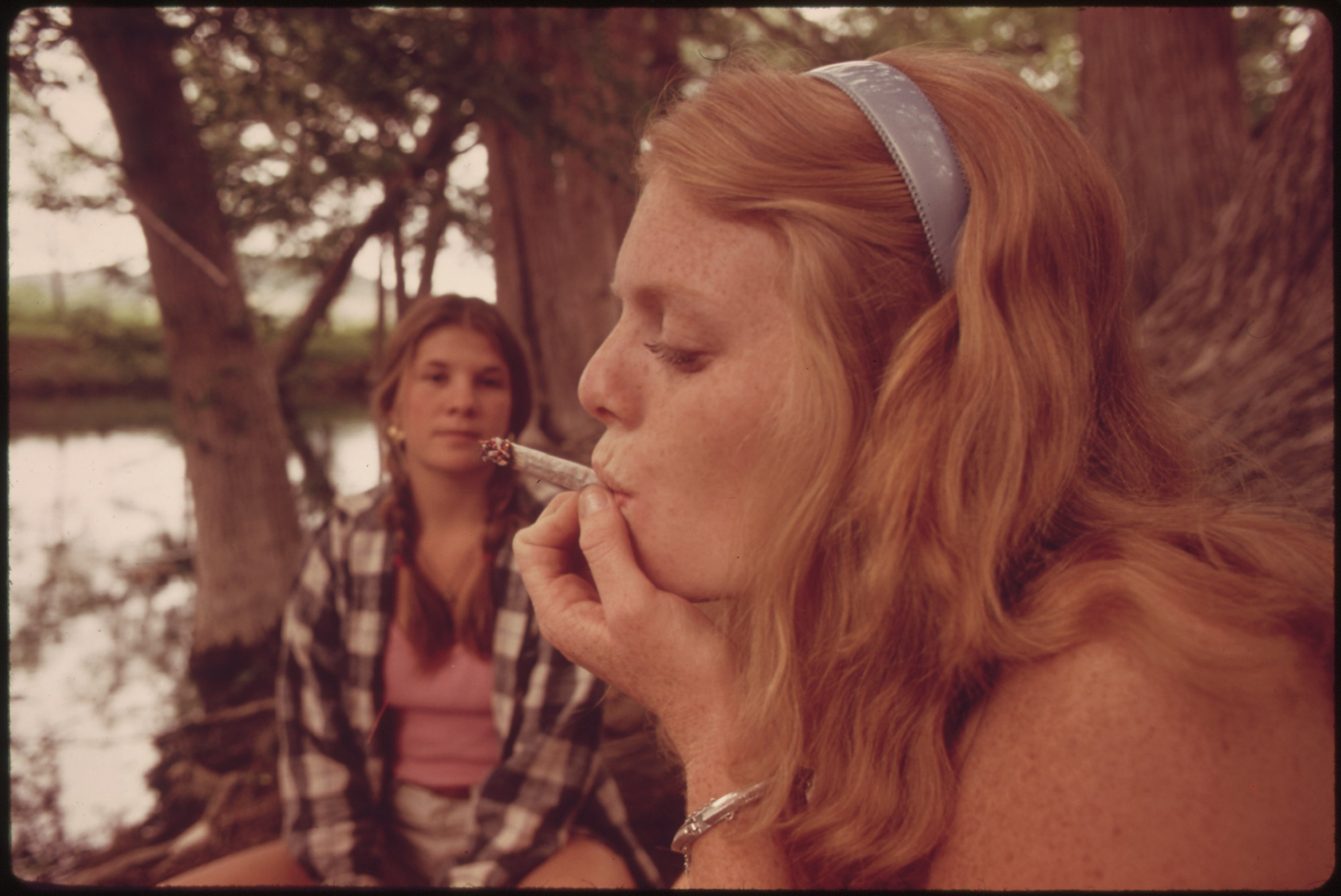
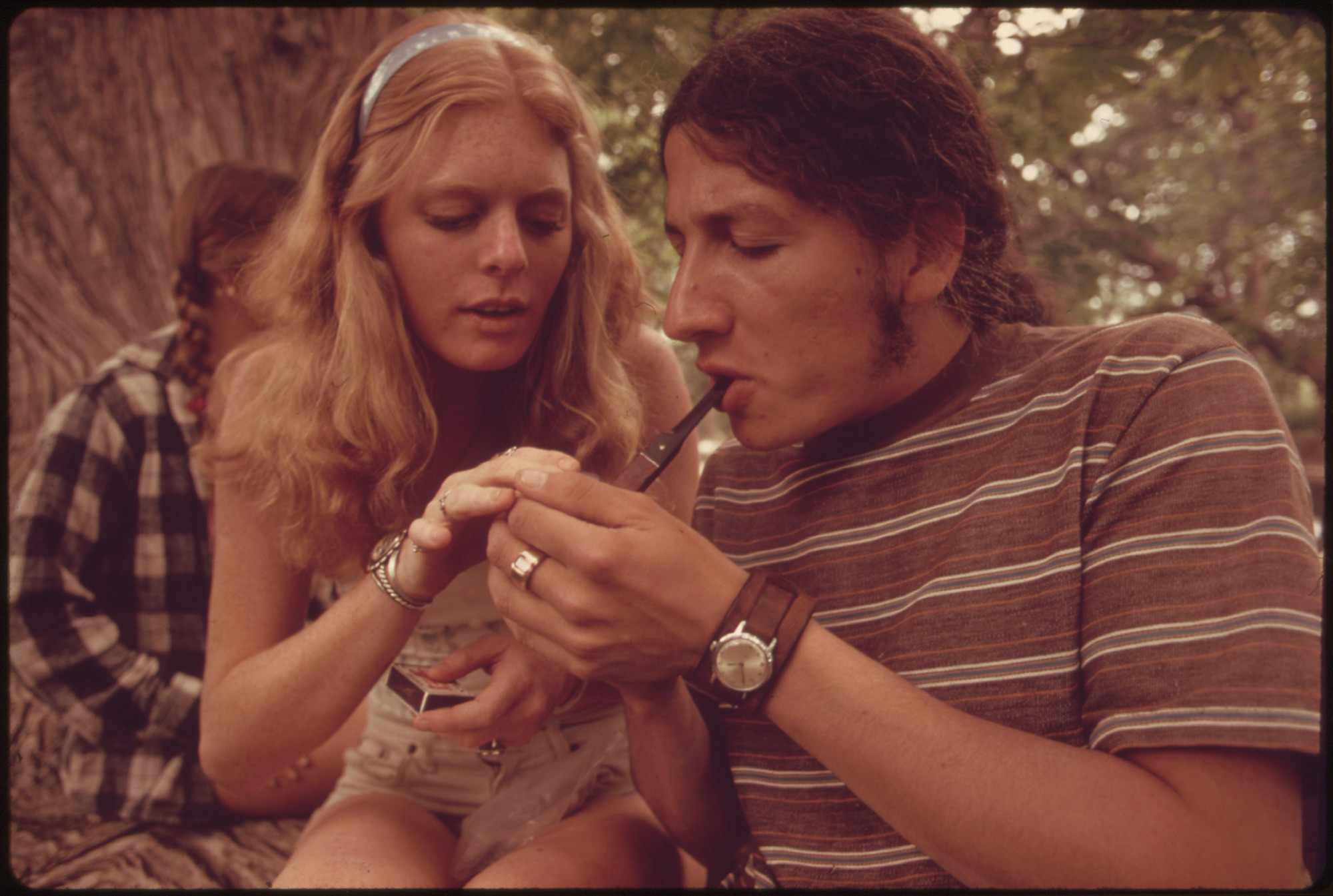